# Günter Jerouschek
Günter Jerouschek (* 30. Mai 1950 in Göppingen) ist ein deutscher Jurist und Psychoanalytiker. 
Jerouschek studierte Geschichtswissenschaft, Germanistik und Psychologie an den Universitäten Tübingen und Freiburg, dann auch Rechtswissenschaft. 1986 wurde er bei Karl Kroeschell und Albin Eser mit einer Arbeit zur Geschichte des Verbots der Abtreibung zum Dr. iur. und 1988 an der Universität Hannover zum Dr. phil. (Psychologie) promoviert. 1991 folgte seine Habilitation im Fachbereich Rechtswissenschaft der Universität Hannover.
Er war seit 1997 Professor für Strafrecht, Strafprozessrecht und Geschichte des Strafrechts an der Friedrich-Schiller-Universität Jena. Seit 1. Oktober 2015 befindet sich Jerouschek im Ruhestand.
Zu seinen wichtigsten Werken zählen ein Kommentar zum Psychotherapeutengesetz (Beck 2004), eine Mitautorschaft an einem Grundriss der Strafrechtsgeschichte (JuS Schriftenreihe Bd. 73), die (Mit-)Herausgeberschaft einer aktuellen Faksimile-Ausgabe des Hexenhammers (malleus maleficarum) sowie zahlreiche Schriften zur Hexenverfolgung.
Jerouschek erhielt im Juni 2007 die Ehrendoktorwürde der Loránd-Eötvös-Universität Budapest.

## Schriften
- Lebensschutz und Lebensbeginn. Kulturgeschichte des Abtreibungsverbots (= Medizin in Recht und Ethik, Band 17). Enke, Stuttgart 1988, ISBN 3-432-97051-X; Edition diskord, Tübingen 2002, ISBN 3-89295-724-X (Dissertation Universität Freiburg im Breisgau 1986, 331 Seiten).
- Der „Nürnberger Hexenhammer“. Der „Malleus Maleficarum“ und seine deutschsprachige Bearbeitung durch den Verfasser Heinrich Kramer O.P. aus dem Jahre 1491. Ein Beitrag zur Psychohistorie der Hexenverfolgungen. Hannover 1988, DNB 890631123 (Dissertation Universität Hannover 1988, 2 Mikrofiches: 24x, Mikroreproduktion eines Manuskripts, 162 Blätter mit Illustrationen).
- Die Hexen und ihr Prozess am Beispiel der Hexenverfolgungen in der Reichsstadt Esslingen. Jenseits des Schuldprinzips: Zur „Geburt“ kriminalistischer Verfahrensrationalität aus dem Geist des „Wahns“ (= Esslinger Studien; Band 11), Stadtarchiv, Esslingen 1992, DNB 942177045 (Habilitation Universität Hanover 1991, unter dem  Titel: Die Hexen und ihr Prozess. Die Hexenverfolgung in der Reichsstadt Esslingen, 6 Mikrofiches : 24x).
- (Hrsg.): Nürnberger Hexenhammer 1491. Olms, Hildesheim / Zürich / New York, NY 1992, ISBN 3-487-09380-4.
- (Hrsg.): Malleus maleficarum 1487. Mit Bulle und Approbatio. Olms, Hildesheim / Zürich / New York 1992, ISBN 3-487-09379-0.
- mit Arno Sames (Hrsg.): Aufklärung und Erneuerung. Beiträge zur Geschichte der Universität Halle im ersten Jahrhundert ihres Bestehens (1694–1806). Dausien, Hanau / Halle 1994, ISBN 3-7684-6425-3.
- mit Inge Marßolek und Hedwig Röckelein: Denunziation. Historische, juristische und psychologische Aspekte. Edition diskord, Tübingen 1997, ISBN 3-89295-616-2.
- mit Wolfgang Behringer (Hrsg.): Der Hexenhammer. Malleus maleficarum. dtv, München 2000, ISBN 3-423-30780-3.
- mit Wolfgang Schild und Walter Gropp (Hrsg.): Benedict Carpzov. Neue Perspektiven zu einem umstrittenen sächsischen Juristen. Edition diskord, Tübingen 2000, ISBN 3-89295-695-2.
- mit Hinrich Rüping (Hrsg.): „Auss Liebe der Gerechtigkeit vnd umb gemeines Nutz willenn“. Historische Beiträge zur Strafverfolgung. Edition diskord, Tübingen 2000, ISBN 3-89295-685-5.
- mit Hinrich Rüping: Grundriß der Strafrechtsgeschichte. 4. völlig überarbeitete Auflage. Beck, München 2002, ISBN 3-406-49878-7; 6. völlig überarb. Aufl. ebd. 2011, ISBN 978-3-406-62689-0.
- (Hrsg.): Psychotherapeutengesetz. PsychThG. Gesetz über die Berufe des psychologischen Psychotherapeuten und des Kinder- und Jugendlichenpsychotherapeuten, zur Änderung des Fünften Buches Sozialgesetzbuch und anderer Gesetze. Kommentar. Beck, München 2004, ISBN 3-406-50209-1.
- „Er aber, sags ihm, er kann mich im Arsch lecken“. Psychoanalytische Überlegungen zu einer Beschämungsformel und ihrer Geschichte. Psychosozial-Verlag, Gießen 2005, ISBN 3-89806-483-2.
- mit Hinrich Rüping und Barna Mezey (Hrsg.): Strafverfolgung und Staatsraison. Deutsch-ungarische Beiträge zur Strafrechtsgeschichte. Psychosozial-Verlag, Gießen 2009, ISBN 978-3-89806-790-4.